# Dreibrunnenbach (Aumühlbach)
Der Dreibrunnenbach entsteht in der Pupplinger Au im Landkreis Bad Tölz-Wolfratshausen und bildet zusammen mit dem Rothbach den Aumühlbach, einen Zufluss zur Isar.
Vor dem Bau des Mühltalkanals war der Dreibrunnenbach ein direkter Zufluss zur Isar.
Die Quelle Dreibrunnen liegt im Naturschutzgebiet Pupplinger Au.